# Rosalie Lamorlière
Rosalie Lamorlière (Breteuil, 19 marzo 1768 – Parigi, 2 febbraio 1848) è stata una domestica francese, che assistette la regina Maria Antonietta durante la sua prigionia alla Conciergerie in attesa del processo.

## Biografia

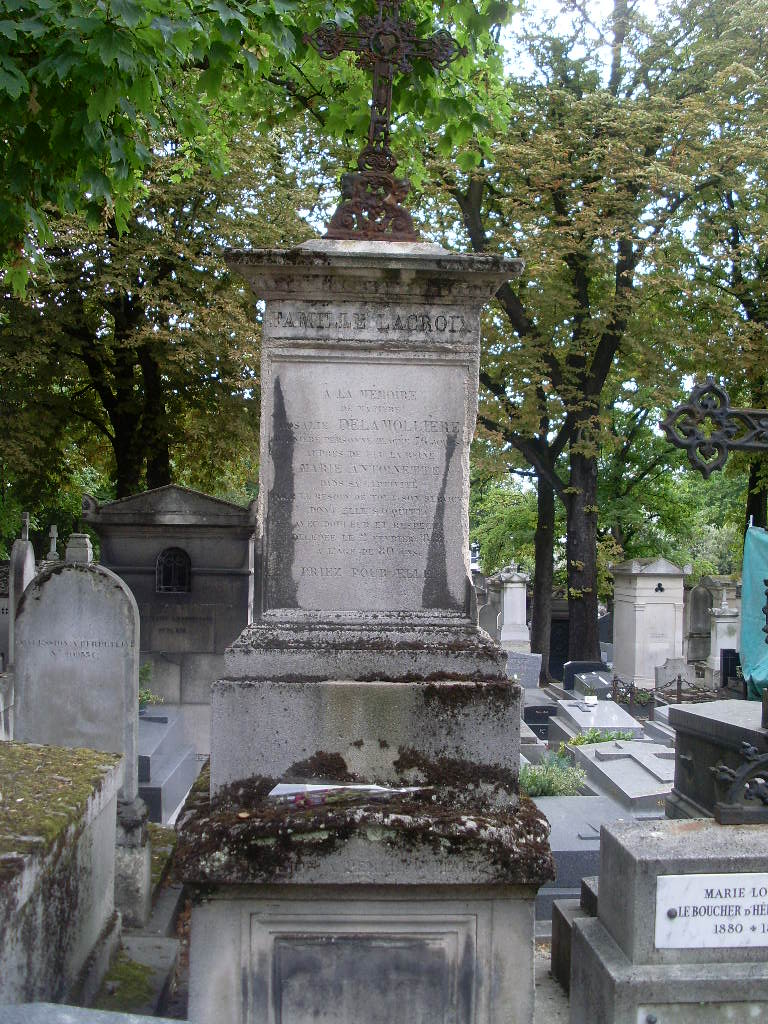
La tomba di famiglia.

Marie-Rosalie de Lamorlière nacque a Breteuil il 19 marzo 1768 e fu battezzata lo stesso giorno. Era la quarta dei sette figli di François de Lamorlière (1738-1812), un calzolaio piccardo e gentiluomo rovinato, e di Marguerite Charlotte Vaconsin (1740-1780). Aveva tre fratelli maggiori, due sorelle e un fratello minori. Rimasta orfana di madre a 12 anni, venne cresciuta dal padre, ma dovette prendersi cura dei fratelli più piccoli e iniziare a lavorare molto presto. Sebbene non si fosse mai sposata, ebbe una figlia, la commessa di gioielli Marie Rosalie de Lamorlière (1801-1895), ma il padre è ignoto e non si occupò mai della bambina.
Praticamente analfabeta, visse una certa parte della sua vita in rue de Sèvres, a Parigi, per cercare lavoro. Prima della rivoluzione, fu cameriera di madame Beaulieu, una ricca borghese e madre realista del famoso attore-commediante al teatro nei pressi della Conciergerie, morta di dolore nell'apprendere della morte del suo re, Luigi XVI, e imparò a cucinare. Per evitare qualsiasi equivoco che in un periodo storico come quello della Francia rivoluzionaria poteva anche portare a spiacevoli conseguenze, abbandonò il primo nome "Marie", eliminando in questo modo qualsiasi connotazione religiosa, e il "De"(lamorlière) che non era affatto, nel suo caso, una particella nobiliare ma che avrebbe potuto sembrarlo per assonanza.
In seguito ai massacri di settembre del 1792 e fino al 1799, venne assunta dai Richard, la coppia che si occupava della Conciergerie, su richiesta del figlio della sua defunta padrona, anche lui realista. Aveva un cuore molto tenero e lavorare in una prigione non le piaceva per nulla, soprattutto perché, essendo cresciuta nel rispetto dell'autorità reale e della religione cristiana, aveva idee monarchiche e non condivideva quelle giacobine, ma non avendo scelta fu costretta ad adattarsi e dedicarsi al suo lavoro caritatevole.
La regina Maria Antonietta, che aveva dodici anni e quattro mesi in più, trattava talvolta la sua nuova amica in modo quasi materno, chiamandola "Figlia mia", e non con il disprezzo al popolo di tutte le altre nobili dame prigioniere. Rosalie si curò con grande premura di Maria Antonietta, seguendola con zelo sincero. Il giorno dell'esecuzione, fu rimpiazzata da Louis Larivière, senza osare congedarsi né dire addio. Dopo la morte della regina, subì anche lei un processo, dove si difese dall'accusa di tradimento e non fu condannata. Riprese il suo regolare servizio nella prigione ed ebbe contatti con altre famose personalità, come Madame Du Barry, Robespierre e Philippe-Egalitè, e a tutti manifestò grande umanità, che le valse il soprannome di "Mam'zelle Capet". In seguito, continuò a lavorare come domestica, cuoca e sarta.
Ritrovata nel 1822, non appena i Borboni tornarono in Francia, la figlia primogenita della regina, la duchessa d'Angouleme, le espresse gratitudine per le informazioni di prima mano sugli ultimi giorni di sua madre. Godeva delle buone grazie della duchessa ed era la portatrice di molte delle ultime reliquie di Maria Antonietta. Il 24 marzo 1824, afflitta da una violenta sciatica, dietro presentazione di Richard d'Aublany, membro del comitato generale dei ricoveri, venne ammessa come pensionante presso l'Hospice des Iincurables, in rue de Sèvres, da cui non si allontanò più e condusse una vita molto riservata, patendo le privazioni più tremende. La duchessa d'Angouleme le versò una pensione di 200 franchi all'anno, sospesa dopo la monarchia di luglio, fino al giorno della sua morte, ma allo stesso tempo rifiutò sempre categoricamente d'incontrarla. Dettò la sua testimonianza sulla prigionia della regina intorno al 1837 all'abate Lafront d'Aussonne, autore della prima biografia di Maria Antonietta, Le memorie segrete e universali delle disgrazie e della morte della regina di Francia. Lafront la raccomandò alle dame della vecchia corte che piansero la regina.
Morì in solitudine nell'Hospice des Iincurables, in rue de Sèvres, a 79 anni, nel 1848. Venne sepolta in una fossa comune nel cimitero di Montparnasse e una targa commemorativa venne fatta apporre da sua figlia, poco prima di morire, al campo 03 nel cimitero di Père-Lachaise.
Non si sa nulla riguardo al suo aspetto fisico, poiché l'unico ritratto che le venne fatto è andato perduto. Appare in un quadro di rievocazione storica di Tony Robert-Fleury, dipinto nel 1906.

## Nella cultura di massa

### Cinema
- La rivoluzione francese (1989), interpretata da Véronique Leblanc.
- L'Autrichienne (1990), interpretata da Géraldine Danon.

### Manga e anime
- Una versione romanzata compare nella serie manga e anime Lady Oscar, e nel seguito manga Eroica - La gloria di Napoleone, creati da Riyoko Ikeda.